# Lipowa (Kondratowice)

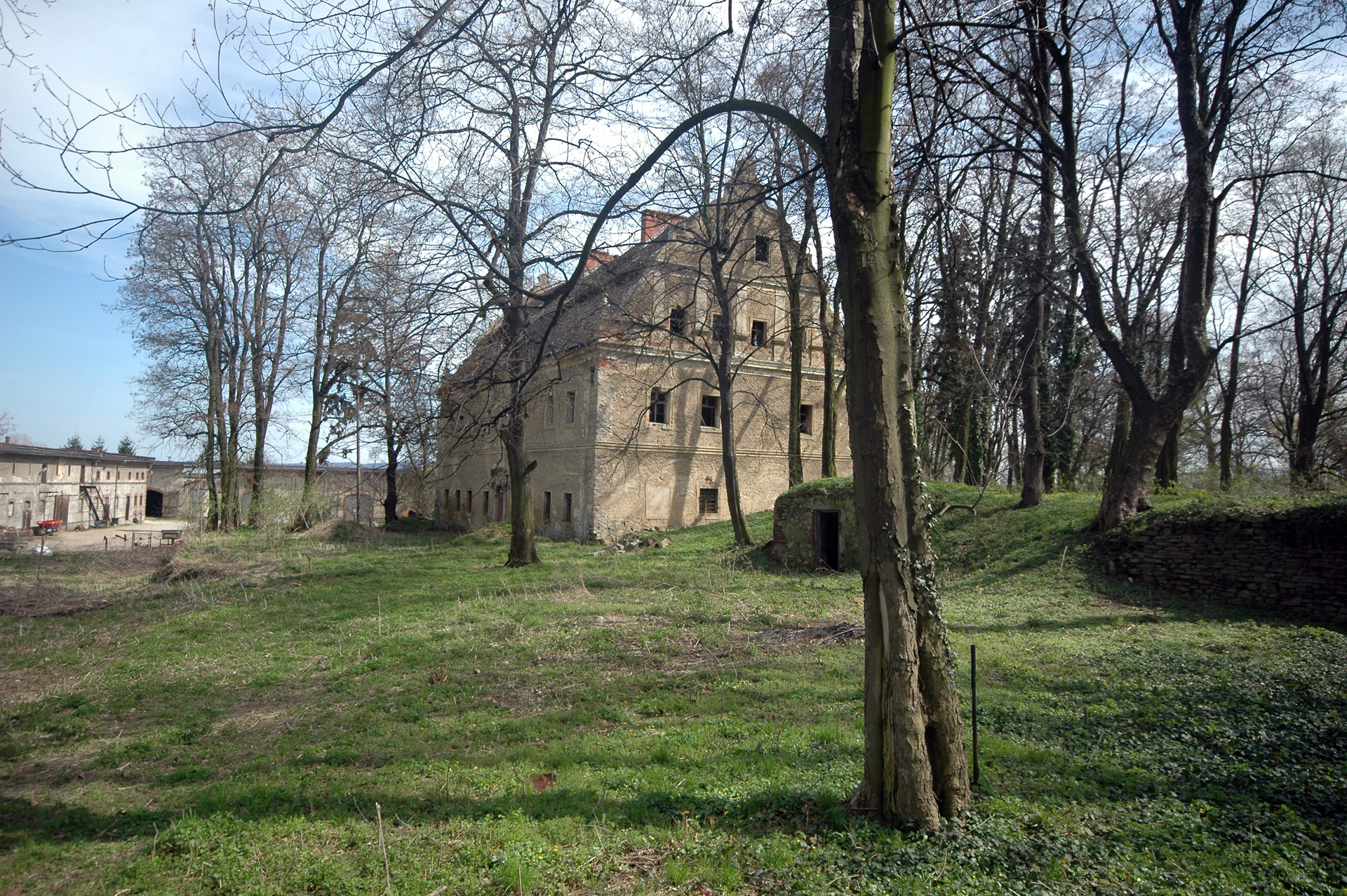
Schlossruine

Lipowa (deutsch Leipitz; 1928–1945 Leipitz-Sadewitz) ist ein Dorf in der Landgemeinde Kondratowice (Kurtwitz) im Powiat Strzeliński (Kreis Strehlen) in der Woiwodschaft Niederschlesien in Polen.

## Lage

### Nachbarorte
Nachbarorte sind Sadowice (Sadewitz) im Westen, Stachów (Stachau) im Südwesten, Komorowice (Kummelwitz) im Süden, Gołostowice (Gollschau) im Nordwesten, Wąwolnica (Wammelwitz) im Osten.

## Geschichte
Die Ersterwähnung erfolgte 1333 als „Lypow“. Territorial lag Leipitz im Herzogtum Brieg, das ein Lehen der Krone Böhmens war. Es wurde bis 1675 von den Schlesischen Piasten regiert und fiel darauf durch Heimfall an den böhmischen Landesherrn sowie nach dem Ersten Schlesischen Krieg 1741/42 mit dem größten Teil Schlesiens an Preußen. Grundherr war 1783 Friedrich Bernhard von Prittwitz. Das Dorf bestand damals aus einem Vorwerk, zehn Gärtnerhäusern und 76 Einwohnern.
1845 zählte Leipitz im Besitz des Major a. D. Karl von Sallet, 14 Häuser, ein herrschaftliches Schloss und Vorwerk, 118 überwiegend evangelische Einwohner (vier katholisch), evangelische Kirche zu Prauß, katholische Kirche zu Danchwitz, eine Brau- und Brennerei, zwei Handwerker und ein Höcker. Seit 1874 gehörte Leipitz zum Amtsbezirk Stachau. 1928 erfolgte der Zusammenschluss der Landgemeinden Leipitz und Sadewitz zur neuen Landgemeinde Leipitz-Sadewitz.
Zum 1. Oktober 1932 wurde der Landkreis Nimptsch wegen Sparmaßnahmen aufgelöst. In Folge kam Leipitz-Sadewitz an den Landkreis Strehlen. Mit der Übernahme 1945 durch sowjetischen Truppen und polnische Administration wurde Leipitz in Lipowa umbenannt. Die deutsche Bevölkerung wurde – soweit sie nicht schon vorher geflohen war – vertrieben. Die neu angesiedelten Bewohner stammten teilweise aus Ostpolen, das an die Sowjetunion gefallen war.

## Sehenswürdigkeiten
- Schloss Leipitz[3]

## Persönlichkeiten
- Friedrich Bernhard von Prittwitz (1720–1793), Landesältester des Landkreises Oppeln und Gutsbesitzer